# 13301 Hofsteen
13301 Hofsteen eller 1998 RP19 är en asteroid i huvudbältet som upptäcktes den 14 september 1998 av LINEAR i Socorro County, New Mexico. Den är uppkallad efter Alex Hofsteen.
Asteroiden har en diameter på ungefär 4 kilometer.